# Václav Lebloch
Václav Lebloch (5. dubna 1854 Velké Bílovice – 5. prosince 1924 Košice) byl rakouský a český politik české národnosti. Na přelomu 19. a 20. století byl poslancem Říšské rady.

## Biografie
Profesí byl politikem. Jeho otec Václav Lebloch starší (1829–1892) byl vinařem a starostou Velkých Bílovic. I Václav Lebloch mladší působil jako rolník ve Velkých Bílovicích. Vychodil obecnou školu v Bílovicích, nižší reálnou školu ve Vídni, obchodní akademii ve Vídni, hospodářskou školu ve Vídni a vinařskou školu v Klosterneuburgu. Podle dalších zdrojů také vystudoval vyšší hospodářskou školu v Chrudimi.
Byl aktivní ve veřejném a politickém životě. Od roku 1887 byl obecním radním ve Velkých Bílovicích. Byl též obecním radním a náčelníkem hasičského sboru. V roce 1897 se uvádí jako starosta Velkých Bílovic. Téhož roku se podílel na vzniku Hospodářského spolku pro Břeclav a okolí.
V zemských volbách roku 1896 se stal poslancem Moravského zemského sněmu. Byl zvolen za kurii venkovských obcí, obvod Hodonín, Břeclav, Klobouky u Brna, Hustopeče a Židlochovice. Na sněmu zasedl do petičního a komunikačního odboru. Podle jiného zdroje byl zvolen na sněm již v zemských volbách roku 1890.
Na konci 19. století se zapojil i do celostátní politiky. Ve volbách do Říšské rady roku 1897 byl zvolen za všeobecnou kurii, 3. volební obvod: Znojmo, Dačice, Mikulov atd. Šlo o národnostně smíšený okrsek a vítězství českého kandidáta tak bylo velkým úspěchem. K roku 1897 se profesně uvádí jako majitel hospodářství a realit v Bílovicích. Byl kandidátem Lidové strany na Moravě (moravská odnož mladočechů). V parlamentu se dostal do fyzického konfliktu s německým nacionálním poslancem Karlem Hermannem Wolfem. Zaměřoval se na národnostní témata. Prosadil zřízení české vyšší reálné školy v Hodoníně.
V zemských volbách roku 1906 ještě neúspěšně kandidoval na Moravský zemský sněm. Porazil ho katolický politik Tomáš Eduard Šilinger.
Zemřel v prosinci 1924 po krátké nemoci.